# Miss Monde 2013
Miss Monde 2013 est la 63e élection de Miss Monde, qui s'est déroulée le 28 septembre 2013 à Bali et à Jakarta en Indonésie.
La gagnante est Miss Philippines, Megan Young. Elle succède à Yu Wenxia, Miss Monde 2012.

## Résultats
| Résultat Final  | Candidates |
| --------------- | --- |
| Miss Monde 2013 | - Philippines - Megan Young |
| 1re Dauphine    | - France - Marine Lorphelin |
| 2e Dauphine     | - Ghana - Naa Okailey Shooter |
| Top 6           | - Brésil - Sancler Frantz - Espagne - Elena Ibarbia - Gibraltar - Maroua Kharbouch                                                          |
| Top 10          | - Australie - Erin Holland - Népal - Ishani Shrestha - Angleterre - Kirsty Heslewood - Indonésie - Vania Larissa - Jamaïque - Gina Hargitay |

## Reines de beauté des continents
- Miss World Africa : Ghana - Naa Okailey Shooter
- Miss World Americas : Brésil - Sancler Frantz
- Miss World Asia : Philippines - Megan Young
- Miss World Caribbean : Jamaïque - Gina Hargitay
- Miss World Europe : France - Marine Lorphelin
- Miss World Oceania : Australie - Erin Holland

## Candidates
127 candidates ont concouru pour le titre de Miss Monde 2013 :
| Pays                        | Candidate                   | Âge    | Taille | Domicile                       |
| --------------------------- | --------------------------- | ------ | ------ | ------------------------------ |
| Afrique du Sud              | Marilyn Ramos               | 21 ans | 1,75 m | Klerksdorp                     |
| Albanie                     | Ersela Kurti                | 22 ans | 1,76 m | Tirana                         |
| Angleterre                  | Kirsty Heslewood            | 24 ans | 1,77 m | Londres                        |
| Angola                      | Maria Castelo               | 23 ans | 1,71 m | Uíge                           |
| Argentine                   | Teresa Kuster               | 25 ans | 1,75 m | Buenos Aires                   |
| Aruba                       | Larisa Leeuwe               | 21 ans | 1,74 m | Oranjestad                     |
| Australie                   | Erin Holland                | 24 ans | 1,77 m | Sydney                         |
| Autriche                    | Ena Kadić                   | 23 ans | 1,78 m | Innsbruck                      |
| Bahamas                     | De'Andra Bannister          | 23 ans | 1,71 m | Nassau                         |
| Barbade                     | Regina Ramjit               | 18 ans | 1,72 m | Bridgetown                     |
| Belgique                    | Noémie Happart              | 19 ans | 1,75 m | Grâce-Hollogne                 |
| Belize                      | Idolly Louise Saldivar      | 22 ans | 1,78 m | Belmopan                       |
| Bermudes                    | Katherine Arnfield          | 17 ans | 1,75 m | Southampton                    |
| Biélorussie                 | Maria Velitchko             | 22 ans | 1,75 m | Vitebsk                        |
| Bolivie                     | Maria Alejandra Castillo    | 20 ans | 1,82 m | Tarija                         |
| Bosnie-Herzégovine          | Sanda Gutić                 | 19 ans | 1,75 m | Brčko                          |
| Botswana                    | Rosemary Keofitlhetse       | 20 ans | 1,78 m | Gaborone                       |
| Brésil                      | Sancler Frantz              | 21 ans | 1,75 m | Arroio do Tigre                |
| Bulgarie                    | Nansi Karaboycheva          | 20 ans | 1,72 m | Pazardzhik                     |
| Cameroun                    | Denise Ayena                | 22 ans | 1,80 m | Yaoundé                        |
| Canada                      | Camille Munro               | 22 ans | 1,73 m | Regina                         |
| Chili                       | Camila Andrade              | 22 ans | 1,68 m | Concepción                     |
| Chine                       | Yu Weiwei                   | 25 ans | 1,76 m | Ankang                         |
| Chypre                      | Kristy Agapiou              | 21 ans | 1,75 m | Nicosie                        |
| Colombie                    | Daniella Ocoró              | 23 ans | 1,70 m | Cali                           |
| Corée                       | Park Min-ji                 | 24 ans | 1,70 m | Busan                          |
| Costa Rica                  | Yarly Marín                 | 23 ans | 1,70 m | Puntarenas                     |
| Côte d'Ivoire               | Aissata Dia                 | 18 ans | 1,83 m | Aboisso                        |
| Croatie                     | Lana Gržetić                | 18 ans | 1,75 m | Rijeka                         |
| Curaçao                     | Xafira Urselita             | 17 ans | 1,75 m | Willemstad                     |
| Danemark                    | Malene Sørensen             | 20 ans | 1,80 m | Haderslev                      |
| Dominique                   | Leslassa Amour-Shillingford | 19 ans | 1,69 m | Roseau                         |
| Écosse                      | Jamey Bowers                | 23 ans | 1,74 m | Édimbourg                      |
| Équateur                    | Laritza Párraga             | 19 ans | 1,70 m | Santo Domingo de los Tsáchilas |
| Espagne                     | Elena Ibarbia Jiménez       | 18 ans | 1,80 m | Saint-Sébastien                |
| Éthiopie                    | Genet Tsegay                | 22 ans | 1,76 m | Mekele                         |
| Fidji                       | Caireen Erbsleben           | 21 ans | 1,60 m | Suva                           |
| Finlande                    | Maija Kerisalmi             | 20 ans | 1,77 m | Nokia                          |
| France                      | Marine Lorphelin            | 20 ans | 1,77 m | Charnay-lès-Mâcon              |
| Gabon                       | Brunilla Moussadingou       | 20 ans | 1,75 m | Lambarene                      |
| Géorgie                     | Tamar Shedania              | 21 ans | 1,78 m | Zougdidi                       |
| Ghana                       | Carranzar Shooter           | 22 ans | 1,67 m | Accra                          |
| Gibraltar                   | Maroua Kharbouch            | 22 ans | 1,73 m | Gibraltar                      |
| Grèce                       | Athina Pikraki              | 21 ans | 1,73 m | Athènes                        |
| Guadeloupe                  | Sheryna van der Koelen      | 21 ans | 1,71 m | Saint-François                 |
| Guam                        | Camarin Mendiola            | 17 ans | 1,70 m | Agana Heights                  |
| Guatemala                   | Loraine Quinto              | 25 ans | 1,70 m | Guatemala                      |
| Guinée                      | Mariama Diallo              | 22 ans | 1,72 m | Conakry                        |
| Guinée-Bissau               | Heny Tavares                | 21 ans | 1,73 m | Bafatá                         |
| Guinée équatoriale          | Restituta Nguema            | 19 ans | 1,70 m | Mikomeseng                     |
| Guyana                      | Ruqayyah Boyer              | 23 ans | 1,79 m | Georgetown                     |
| Haïti                       | Ketsia Lioudy               | 21 ans | 1,67 m | Cap-Haïtien                    |
| Honduras                    | Mónica Elwin                | 19 ans | 1,70 m | Roatan                         |
| Hong Kong                   | Jacqueline Wong             | 24 ans | 1,63 m | Kowloon                        |
| Hongrie                     | Annamária Rákosi            | 21 ans | 1,73 m | Debrecen                       |
| Îles Vierges britanniques   | Kirtis Kassandra Malone     | 21 ans | 1,65 m | Tortola                        |
| Îles Vierges des États-Unis | Petra Cabrera               | 20 ans | 1,62 m | Charlotte Amalie               |
| Inde                        | Navneet Kaur Dhillon        | 20 ans | 1,75 m | Patiala                        |
| Indonésie                   | Vania Larissa               | 17 ans | 1,69 m | Pontianak                      |
| Irlande                     | Aoife Walsh                 | 23 ans | 1,70 m | Clonmel                        |
| Irlande du Nord             | Meagan Green                | 23 ans | 1,71 m | Lisburn                        |
| Islande                     | Sigríður Ásgeirsdóttir      | 22 ans | 1,75 m | Reykjavik                      |
| Italie                      | Sarah Baderna               | 22 ans | 1,77 m | Castell'Arquato                |
| Jamaïque                    | Gina Hargitay               | 18 ans | 1,78 m | Kingston                       |
| Japon                       | Michiko Tanaka              | 23 ans | 1,71 m | Tokyo                          |
| Kazakhstan                  | Aïnour Toleouova            | 18 ans | 1,73 m | Taldykorgan                    |
| Kenya                       | Wangui Gitonga              | 23 ans | 1,70 m | Mombasa                        |
| Kirghizistan                | Jibek Noukeïev (1995-2017)  | 19 ans | 1,75 m | Bishkek                        |
| Lettonie                    | Eva Dombrovska              | 23 ans | 1,74 m | Jelgava                        |
| Lesotho                     | Mamahlape Matsoso           | 19 ans | 1,70 m | Maseru                         |
| Liban                       | Karen Ghrawi                | 22 ans | 1,75 m | Beyrouth                       |
| Lituanie                    | Rūta Elžbieta               | 22 ans | 1,72 m | Garliava                       |
| Luxembourg                  | Héloïse Paulmier            | 18 ans | 1,67 m | Luxembourg                     |
| Malaisie                    | Melinder Bhullar            | 20 ans | 1,67 m | Kuala Lumpur                   |
| Malte                       | Donna Borg Leyland          | 21 ans | 1,66 m | Attard                         |
| Martinique                  | Julie Lebrasseur            | 19 ans | 1,82 m | Ducos                          |
| Maurice                     | Nathalie Lesage             | 18 ans | 1,75 m | Grand Baie                     |
| Mexique                     | Marilyn Chagoya             | 18 ans | 1,81 m | Poza Rica                      |
| Moldavie                    | Valeria Tsurkan             | 18 ans | 1,76 m | Tiraspol                       |
| Mongolie                    | Pagmadulam Sukhbaatar       | 23 ans | 1,75 m | Oulan-Bator                    |
| Monténégro                  | Ivana Milojko               | 18 ans | 1,75 m | Kotor                          |
| Namibie                     | Paulina Malulu              | 24 ans | 1,75 m | Windhoek                       |
| Népal                       | Ishani Shrestha             | 21 ans | 1,75 m | Katmandou                      |
| Nicaragua                   | Luz Mery Decena             | 23 ans | 1,72 m | Jalapa                         |
| Nigeria                     | Anna Ebiere Banner          | 18 ans | 1,68 m | Bayelsa                        |
| Norvège                     | Alexandra Backström         | 24 ans | 1,76 m | Oslo                           |
| Nouvelle-Zélande            | Ella Langsford              | 20 ans | 1,75 m | Auckland                       |
| Ouzbékistan                 | Rahima Ganieva              | 18 ans | 1,66 m | Tachkent                       |
| Ouganda                     | Stellah Nantumbwe           | 22 ans | 1,70 m | Kampala                        |
| Panama                      | Virginia Hernández          | 22 ans | 1,73 m | Panama City                    |
| Paraguay                    | Coral Ruíz Reyes            | 22 ans | 1,75 m | Luque                          |
| Pays-Bas                    | Jacqueline Steenbeek        | 23 ans | 1,76 m | Drunen                         |
| Pays de Galles              | Gabrielle Shaw              | 19 ans | 1,70 m | Wrexham                        |
| Pérou                       | Elba Fahsbender             | 20 ans | 1,80 m | Piura                          |
| Philippines                 | Megan Young                 | 23 ans | 1,70 m | Olongapo                       |
| Pologne                     | Katarzyna Krzeszowska       | 22 ans | 1,72 m | Krynica-Zdrój                  |
| Portugal                    | Elisabete Rodrigues         | 20 ans | 1,74 m | Porto                          |
| Porto Rico                  | Nadyalee Torres             | 24 ans | 1,76 m | Caguas                         |
| République dominicaine      | Joely Bernat                | 24 ans | 1,78 m | New York                       |
| Tchéquie                    | Lucie Kovandová             | 19 ans | 1,73 m | Dolní Kounice                  |
| Roumanie                    | Andreea Chiru               | 20 ans | 1,77 m | Brăila                         |
| Russie                      | Elmira Abdrazakova          | 18 ans | 1,67 m | Mezhdurechensk                 |
| Saint-Christophe-et-Niévès  | Trevicia Adams              | 22 ans | 1,68 m | Basseterre                     |
| Salvador                    | Paola Ayala                 | 18 ans | 1,69 m | San Salvador                   |
| Samoa                       | Penina Paeu                 | 21 ans | 1,75 m | Apia                           |
| Serbie                      | Aleksandra Doknic           | 18 ans | 1,75 m | Pozarevac                      |
| Seychelles                  | Agnès Gerry Emmanuel        | 19 ans | 1,75 m | Victoria                       |
| Singapour                   | Maria-Anna Zenieris         | 18 ans | 1,76 m | Singapour                      |
| Slovaquie                   | Karolína Chomisteková       | 19 ans | 1,76 m | Oravský Podzámok               |
| Slovénie                    | Maja Cotič                  | 24 ans | 1,73 m | Nova Gorica                    |
| Soudan du Sud               | Manuela Mogga Matong        | 21 ans | 1,65 m | Djouba                         |
| Sri Lanka                   | Iresha Asanki De Silva      | 22 ans | 1,70 m | Moratuwa                       |
| Suède                       | Agneta Myhrman Lilliesköld  | 18 ans | 1,80 m | Stockholm                      |
| Suisse                      | Cyndi Williner              | 18 ans | 1,72 m | Zürich                         |
| Taipei chinois              | Cinzia Chang                | 21 ans | 1,78 m | Taipei                         |
| Tanzanie                    | Brigitte Alfred             | 20 ans | 1,72 m | Dar es Salam                   |
| Thaïlande                   | Kanyapak Phokasomboon       | 22 ans | 1,71 m | Udon Thani                     |
| Trinité-et-Tobago           | Sherrece Villafana          | 19 ans | 1,80 m | San Fernando                   |
| Tunisie                     | Heba Talmoudi               | 22 ans | 1,78 m | Gabes                          |
| Turquie                     | Ruveyda Öksüz               | 19 ans | 1,80 m | Istanbul                       |
| Ukraine                     | Hanna Zayatchkivska         | 21 ans | 1,79 m | Ivano-Frankivsk                |
| Venezuela                   | Karen Soto                  | 21 ans | 1,79 m | Maracaibo                      |
| Viêt Nam                    | Lại Hương Thảo              | 22 ans | 1,70 m | Quảng Ninh                     |
| Zambie                      | Christine Mwaaba            | 24 ans | 1,75 m | Lusaka                         |

## Organisation du concours

### Évènements pré-élection
| Date               | Notes |
| ------------------ | --- |
| 3 septembre        | Arrivée des candidates à Bali et installation des candidates au Nirwana Pan Pacific Hotel Bali Resort à Tabanan     |
| 3 au 7 septembre   | Formation, audition et réalisation des présentations des candidates                                                 |
| 5 septembre        | Audition des participantes aux concours préliminaires Danse du monde et Miss Talent.                                |
| 7 au 8 septembre   | Tournoi de golf au Nirwana Bali Golf Club.                                                                          |
| 8 septembre        | Cérémonie d'ouverture et dîner de bienvenue du concours (19h30) au The Westin Resort à Nusa Dua                     |
| 9 septembre        | Concours préliminaire Miss World Sports - Phase éliminatoire                                                        |
| 9 septembre        | Concours préliminaire Miss World Beach Fashion (16 h) au The Westin Resort à Nusa Dua                               |
| 10 septembre       | Concours préliminaire Miss World Sports - Phase finale (16h)                                                        |
| 11 septembre       | Visite du Temple de Besakih et du Musée Rudana à Ubud                                                               |
| 13 au 14 septembre | Visite du Bali Safari and Marine Park de Gianyar                                                                    |
| 15 septembre       | Concours préliminaire Miss World Beach Fashion et entretien personnel - Partie 1                                    |
| 16 septembre       | Entretien personnel - Partie 2                                                                                      |
| 17 septembre       | Annonce des finalistes du concours préliminaire Miss World Talent                                                   |
| 3 septembre        | Tournage final des présentations des candidates à Ayodya Resort Nusa Dua, Bali                                      |
| 20 septembre       | Séance photo des candidates en signe de soutien pour l'organisation Jeans for Genes Day                             |
| 22 au 26 septembre | Répétitions pour la finale de l'élection                                                                            |
| 22 septembre       | Visite du Gong de la Paix dans le monde à Bali                                                                      |
| 22 septembre       | Concours préliminaire Miss World Talent - Phase finale                                                              |
| 23 septembre       | Jour consacré au prix spécial, Beauty with a Purpose                                                                |
| 24 septembre       | Concours préliminaire Miss World Top Model - Phase finale au Mangupura Hall du Bali International Convention Center |
| 27 septembre       | Répétition des candidates en robe de soirée                                                                         |
| 28 septembre       | Final du concours (19h30 à 22h) à Bali Nusa Dua Convention Center                                                   |
| 29 septembre       | Retour des candidates dans leurs pays                                                                               |

## Challenge Events

### Miss Beach Beauty
- Gagnante: Sancler Frantz ( Brésil)
- 1re dauphine: Marine Lorphelin ( France)
- 2e dauphine: Carranzar Shooter ( Ghana)
- 3e dauphine: Gina Hargitay ( Jamaïque)
- 4e dauphine: Megan Young ( Philippines)
- Top 11: Wei Wei Yu ( Chine), Vania Larissa ( Indonésie), Sarah Baderna ( Italie), Valeriya Tsurkan ( Moldavie), Elena Ibarbia ( Espagne), Anna Zayachkivska ( Ukraine)
- Top 33: Ersela Kurti ( Albanie), Larisa Leeuwe ( Aruba), De'Andra Bannister ( Bahamas), Nansi Karaboycheva ( Bulgarie), Camila Andrade ( Chili), Aissata Dia ( Côte d'Ivoire), Xafira Urselita ( Curaçao), Lucie Kovandova ( République tchèque), Malene Sørensen ( Danemark), Laritza Parraga ( Équateur), Kirsty Heslewood ( Angleterre), Genet Tsegay ( Éthiopie), Ruqayyah Boyer ( Guyana), Michiko Tanaka ( Japon), Zhibek Nukeev ( Kirghizistan), Julie Lebrasseur ( Martinique), Elmira Abdrazakova ( Russie),  ( Slovaquie), Manuela Matong ( Soudan du Sud), Petra Cabrera-Badia ( Îles Vierges des États-Unis), Karen Soto ( Venezuela)

### Miss Sports
- Gagnante: Jacqueline Steenbeek ( Pays-Bas)
- 1re dauphine: Elena Ibarbia ( Espagne)
- 2e dauphine: Meagan Green ( Irlande du Nord)
- 3e dauphine: Coral Ruíz ( Paraguay)
- 4e dauphine: Paola Ayala ( Salvador)
- Top 20: Larisa Leeuwe ( Aruba), Noémie Happart ( Belgique), Kristi-Mari Agapiou ( Chypre), Annamária Rákosi ( Hongrie), Sarah Baderna ( Italie), Jamey Bowers ( Écosse), Joely Bernat ( République dominicaine), Ivana Milojko ( Monténégro), Luz Decena ( Nicaragua), Kirsty Heslewood ( Angleterre), Ella Langsford ( Nouvelle-Zélande), Karolína Chomisteková ( Slovénie), Virginia Hernandez ( Panama), Elba Fahsbender ( Pérou)

### Miss Talent
- Gagnante: Vania Larissa ( Indonésie)
- 1re dauphine: Erin Holland ( Australie)
- 2e dauphine: Anna Zayachkivska ( Ukraine)
- 3e dauphine: Kirtis Malone ( Îles Vierges britanniques)
- 4e dauphine: Camille Munro ( Canada)
- Top 11: Denise Ayena ( Cameroun), Leslassa Armour ( Dominique), Jacqueline Wong ( Hong Kong), Virginia Hernandez ( Panama), Karolína Chomistekova ( Slovénie), Sherrece Villafana ( Trinité-et-Tobago), Gabrielle Shaw ( Pays de Galles)

### Miss Top Model
- Gagnante: Megan Young ( Philippines)
- 1re dauphine: Olivia Jordan ( États-Unis)
- 2e dauphine: Marine Lorphelin ( France)
- 3e dauphine: Anna Zayachkivska ( Ukraine)
- 4e dauphine: Sancler Frantz ( Brésil)
- Top 10: Manuela Matong ( Soudan du Sud), Denise Valerie Ayena ( Cameroun), Kristi-Mari Agapiou ( Chypre), Kirsty Heslewood ( Angleterre), Sarah Baderna ( Italie)

### Beauty with a Purpose
- Gagnante: Ishani Shrestha ( Népal)
- 1re dauphine:  ( Australie)
- 2e dauphine: Brigitte Alfred Lyimo ( Tanzanie)
- 3e dauphine: Noémie Happart ( Belgique)
- 4e dauphine: Sancler Frantz ( Brésil)
- Top 10: Marine Lorphelin ( France), Naa Okailer Shooter ( Ghana), Kirsty Heslewood ( Angleterre), Navneet kaur Dhillon ( Inde), Larissa Leeuwe ( Aruba)

### Miss Multimedia
- Gagnante: Navneet Kaur Dhillon ( Inde)
- 1re dauphine: Kanyapak Phokesomboon ( Thaïlande)
- 2e dauphine: Ishani Shrestha ( Népal)
- 3e dauphine: Megan Young ( Philippines)
- 4e dauphine: Melinder Bhullar ( Malaisie)

### People's Choice
- Gagnante: Maroua Kharbouch ( Gibraltar)

## Observations